# San Fernando Valley (film)
San Fernando Valley è un film del 1944 diretto da John English.
È un film western statunitense con Roy Rogers, Dale Evans e Jean Porter.

## Produzione
Il film, diretto da John English su una sceneggiatura di Dorrell McGowan e Stuart E. McGowan, fu prodotto da Edward J. White (produttore associato accreditato come Eddy White) per la Republic Pictures e girato nel Kentucky Park Farms a Thousand Oaks in California dal 22 maggio al giugno del 1944. Il titolo deriva dalla canzone che Roy Rogers canta nel film che non è ambientato nella San Fernando Valley.

## Colonna sonora
- San Fernando Valley - musica e parole di Gordon Jenkins
- Over the Rainbow We'll Ride - musica e parole di Ken Carson
- Days of '49 - musica e parole di Tim Spencer
- They Went Thataway - musica e parole di Tim Spencer
- Sweeter Than You - musica e parole di Charles Henderson
- I Drottled a Drit-Drit - scritta da William Lavaand Alyce Walker
- My Hobby Is Love - musica e parole di Charles Henderson

## Distribuzione
Il film fu distribuito negli Stati Uniti dal 15 settembre 1944 al cinema dalla Republic Pictures.

## Promozione
Le tagline sono:
- ""I'm gonna settle down and never more roam---I'll make the SAN FERNADO VALLEY my home!" ".
- "HearRoy sing it - and a flock of other grand tunes...in his most spectacular musical hit---Romantic and exciting as the Valley itself! ".